# Atrofia muscular
Atrofia muscular é a perda de massa musculoesquelética. Pode ser causada por desuso, envelhecimento, inanição, medicamentos ou por uma ampla variedade de lesões ou doenças que afetam o sistema nervoso e musculoesquelético. A atrofia muscular leva à fraqueza muscular e causa incapacidade física.
A atrofia do músculo por desuso ocorre rapidamente e geralmente ocorre como consequência de lesões ou doenças que necessitem de imobilização de um membro ou de repouso no leito. Dependendo da saúde da pessoa e da duração em que o músculo fique em desuso, esse tipo de atrofia pode ser revertido parcialmente ou totalmente com a prática de atividades físicas. Em casos de inanição ou má nutrição, primeiro ocorre perda de gordura corporal, mas esta pode progredir para atrofia muscular quando sua duração é prolongada; e o tratamento de reversão envolve terapia nutricional. Em contraste, a caquexia é uma síndrome debilitante causada por uma condição subjacente, como em pessoas com cancro, e causa atrofia muscular severa que não pode ser revertida completamente por meio de terapia nutricional. A sarcopenia é um tipo de atrofia muscular relacionada ao envelhecimento e seu início e evolução podem ser desacelerados com a prática adequada de exercícios físicos. Além disso, doenças musculoesqueléticas, como distrofia muscular ou miopatias, podem causar atrofia além de danos ao sistema nervoso, como lesões da medula espinhal ou acidente vascular cerebral.
A atrofia muscular é resultado do desequilíbrio entre a síntese e a degradação proteica, embora seus mecanismos não sejam completamente compreendidos e suas variáveis dependam da causa subjacente e do tipo de atrofia. É possível quantificar a perda de massa muscular com exames de diagnóstico por imagem, mas estes não costumam ser buscados com frequência.
O tratamento depende da causa subjacente, mas geralmente inclui exercícios físicas e dieta nutricional adequada. Os esteroides anabolizantes podem ser eficazes, mas não são usados com frequência devido aos efeitos colaterais que desencadeiam. Apesar da existência de vários tratamentos e suplementos sendo pesquisados em estudos, atualmente as opções de tratamento na prática clínica são limitadas. Por causa das implicações da atrofia muscular e de suas opções limitadas de tratamento, minimizar a imobilidade é fundamental em casos induzidos por lesão ou doença.

## Sinais e sintomas
O sinal característico da atrofia muscular é a perda de massa muscular magra. Essa alteração pode ser difícil de detectar devido à obesidade, alterações na massa gorda ou edemas. Alterações no peso, membros ou na circunferência da cintura não são indicadores confiáveis de mudanças na massa muscular quando analisados isoladamente.
O sintoma predominante é o aumento da fraqueza, que pode resultar em dificuldade ou incapacidade de realizar tarefas físicas, dependendo dos músculos afetados. A atrofia dos músculos centrais ou das pernas pode causar dificuldade na realização dos movimentos de sentar e levantar, andar, subir e descer escadas e pode elevar o risco de lesão por quedas acidentais. A atrofia dos músculos da garganta pode causar dificuldade para engolir, enquanto a atrofia do diafragma pode causar dificuldade para respirar. Pessoas com atrofia muscular podem ser assintomáticas e, por isso, é possível que a condição não seja detectada até uma quantidade significativa de massa muscular ter sido perdida.

## Causas
O sistema musculoesquelético é um local de armazenamento de aminoácidos que são usados para a produção de energia quando as demandas são altas ou os suprimentos baixos. Se as demandas metabólicas permanecerem maiores do que a síntese de proteínas, o desequilíbrio proteico provoca perda de massa muscular. Várias doenças e condições subjacentes podem levar a esse desequilíbrio, seja por meio da própria doença ou de alterações associadas a doenças, como no apetite e em outras atividades associadas a funções do metabolismo. As causas da atrofia muscular incluem desuso, envelhecimento, desnutrição, algumas doenças sistêmicas como câncer, insuficiência cardíaca congestiva, doença pulmonar obstrutiva crônica, síndrome da imunodeficiência adquirida (SIDA), doenças hepáticas, entre outras, denervação, doenças que atingem a musculatura intrínseca ou, ainda, atrofias induzidas por medicamentos, como glicocorticoides.

### Desuso
O desuso ou imobilidade é uma causa comum de atrofia muscular e pode ser local (devido a lesão ou engessamento de fratura óssea) ou geral (em casos de repouso em leito). A taxa de perda da massa muscular em atrofia por desuso (10-42 dias) é de aproximadamente 0,5–0,6% da massa muscular total por dia, embora haja uma variação considerável entre as pessoas. Os idosos são o grupo populacional mais vulnerável a perdas musculares drásticas devido a desuso. Muitas pesquisas clínicas estudaram o desuso prolongado (superior a 10 dias), no qual o músculo é comprometido principalmente por declínios nas taxas de síntese de proteína muscular, em vez de mudanças na degradação proteica. Evidências limitadas sugerem que a degradação de proteínas pode desempenhar um papel mais significativo durante a imobilidade de curto prazo (inferior a 10 dias).

### Caquexia
Algumas doenças podem causar a síndrome de perda muscular complexa, mais conhecida como caquexia. É comumente observada em pessoas com câncer, insuficiência cardíaca congestiva (ICC), doença pulmonar obstrutiva crônica, doença renal crônica e AIDS, embora esteja associada a processos de várias doenças, geralmente ligados a um componente inflamatório significativo. A caquexia causa perda muscular contínua que não pode ser totalmente revertida com terapia nutricional. A fisiopatologia não é completamente compreendida, mas as citocinas inflamatórias são consideradas como fundamentais no processo de atrofiamento. Em contraste com a perda de peso por ingestão calórica proveniente de dieta nutricional inadequada, a caquexia causa predominantemente perda de músculo em vez de perda de gordura e não responde adequadamente à intervenção nutricional. A caquexia pode comprometer significativamente a qualidade de vida e o estado funcional dos membros e está associada a resultados clínicos pouco favoráveis.

### Sarcopenia
A sarcopenia é a perda degenerativa de massa, qualidade e força do sistema musculoesquelético e está associada ao envelhecimento. Ela acarreta atrofia muscular, redução no número de fibras musculares e uma mudança para contração lenta (CL) ou fibras do tipo I em vez de fibras do tipo II ou contração rápida (CR). A taxa de perda muscular depende de fatores,como nível de atividade física, comorbidades, nutrição, entre outros. Existem muitos mecanismos de perda muscular propostos para a sarcopenia, e esta é considerada resultado de mudanças nas vias de sinalização da síntese muscular e de falhas graduais nas células satélites que desempenham um papel essencial na regeneração das fibras musculares esqueléticas, mas seu mecanismo não é compreendido por completo.
A sarcopenia pode levar à redução da capacidade funcional e causar deficiência significativa, mas é uma condição distinta da caquexia, embora estas possam coexistir. Em 2016 foi lançado um código CID para a sarcopenia, contribuindo para sua aceitação como condição patológica independente.

### Doenças neuromusculares
Doenças neuromusculares (DNM), como distrofia muscular, esclerose lateral amiotrófica (ELA); ou miosites, como a miosite por corpúsculos de inclusão, podem causar atrofia muscular.

### Danos do sistema nervoso central
Danos aos neurônios ou na medula espinhal podem causar atrofia muscular. Esta pode ser  uma atrofia muscular localizada, fraqueza ou paralisia como decorrentes de acidente vascular cerebral ou de lesão da medula espinhal. Danos mais generalizados, como traumatismo cranioencefálico ou paralisia cerebral, podem causar atrofia muscular também generalizada.

### Danos do sistema nervoso periférico
Lesões ou doenças de nervos periféricos que irrigam músculos específicos também podem causar atrofia muscular. Isso é visto na lesão do nervo devido a trauma ou complicação cirúrgica, compressão do nervo ou doenças hereditárias, como a doença de Charcot-Marie-Tooth.

### Indução por medicamentos
Alguns medicamentos são conhecidos por induzir atrofia muscular, geralmente devido aos efeito diretos exercidos sobre os músculos. Estes incluem glicocorticoides que causam miopatia ou medicamentos tóxicos para os músculos, como a doxorrubicina.

### Endocrinopatias
Distúrbios do sistema endócrino, a exemplo da síndrome de Cushing ou hipotireoidismo, estão associados às causas de atrofia muscular.

## Fisiopatologia

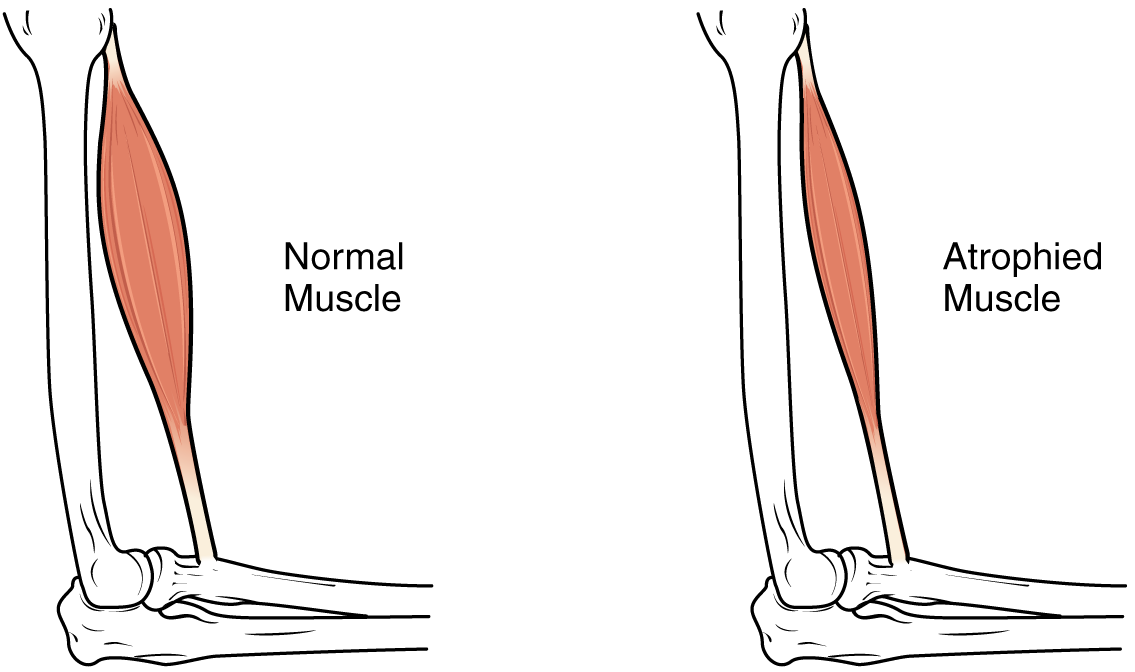
A massa muscular é reduzida à medida que os músculos atrofiam com o desuso

A atrofia muscular ocorre devido a um desequilíbrio entre as taxas normais de síntese e degradação de proteínas. Isso envolve o processo de sinalização celular, que não é compreendido completamente, de modo que a atrofia muscular provavelmente resulta de várias condições subjacentes.
A função mitocondrial é crucial para a saúde do músculo esquelético, por isso disfunções no nível mitocondrial podem contribuir para a atrofia muscular. Um declínio na densidade do nível de mitocrôdia, bem como em sua qualidade, é comumente encontrado em casos de atrofia muscular decorrentes de desuso.
A via das proteases dependentes de trifosfato de adenosina (ATP) ubiquitina/proteassoma são um dos mecanismos através responsáveis pela degradação das proteínas nos músculos. Esse processo envolve proteínas específicas que são marcadas pela ubiquitina para degradação, processo que permite que o proteassoma reconheça quais proteínas deve degradar.

## Diagnóstico
O rastreamento de atrofia muscular é limitado pela falta de critérios diagnósticos estabelecidos, embora muitos tenham sido propostos. Os critérios de diagnóstico para outras condições, como sarcopenia ou caquexia, podem ser usados. Essas síndromes também podem ser identificadas com questionários de triagem.
A massa muscular e as alterações musculoesqueléticas podem ser quantificadas em estudos de imagem, como tomografias computadorizadas ou ressonância magnética (MRI). Biomarcadores, como os níveis de ureia na urina, podem ser usados para estimar a perda muscular em casos de perda muscular rápida. Outros biomarcadores estão sob investigação, mas não são usados na prática clínica atualmente.

## Tratamento
A atrofia muscular pode ser desacelerada, prevenida e às vezes revertida através de tratamento adequado. Opções de tratamento incluem o impacto sobre as vias de sinalização celular que induzem a hipertrofia ou retardam a degradação muscular, bem como a otimização da nutrição.
A atividade física fornece um estímulo muscular anabólico significativo e é um componente essencial para desacelerar ou reverter a atrofia muscular, mas o nível adequado de exercícios depende do caso e ainda é objeto de discussão. Os exercícios de resistência física demonstraram-se benéficos na redução da atrofia muscular em adultos. Em pacientes que não podem se exercitar devido a limitações físicas, como paraplegia, a estimulação elétrica funcional (FES)  pode ser usada para estimular externamente os músculos.
A ingestão adequada de calorias e proteínas é fundamental para prevenir a atrofia muscular. As necessidades de proteína variam significativamente entre as pessoas, dependendo de fatores metabólicos e do estado da atrofia, portanto os suplementos proteicos podem ser benéficos em alguns casos.  A suplementação de proteínas ou aminoácidos ramificados, especialmente leucina, ajudam no estímulo da síntese muscular e inibição da degradação de proteínas, sendo estudada como possível tratamento adjuvante em casos de atrofia muscular, especialmente sarcopenia e caquexia.
O ácido beta-hidroxi-beta-metilbutírico (HMB), um metabólito da leucina que é vendido como suplemento dietético, demonstrou ser eficaz na prevenção da perda de massa muscular em várias condições de atrofia em humanos, particularmente em casos de sarcopenia. Em metanálise de sete ensaios clínicos randomizados publicada em 2015, a suplementação de HMB demonstrou ser eficaz em preservar a massa muscular magra em idosos. No entanto, mais pesquisas são necessárias para determinar com precisão os efeitos do HMB na capacidade e função muscular em outros grupos populacionais.
Em casos graves de atrofia muscular, o uso de um esteroide anabolizante como a metandrostenolona pode ser fornecido aos pacientes como um tratamento em potencial, embora o uso seja limitado por efeitos colaterais. Uma nova classe de drogas, composta pelos moduladores seletivos do receptor de estrógeno (SERMs), está sendo investigada como possível opção de tratamento para atrofia muscular. Esses fármaco teriam menos efeitos colaterais e seriam capazes de promover o crescimento e a regeneração do tecido muscular e ósseo. Os efeitos ainda precisam ser confirmados em estudos clínicos mais amplos.

## Resultados clínicos
Os resultados da atrofia muscular dependem da causa subjacente, da saúde do paciente e do tipo e estágio da atrofia muscular. O desuso/imobilidade ou repouso em leito em populações predispostas à atrofia muscular, como idosos ou em pessoas com doenças em estágios que comumente causam caquexia, podem causar atrofia muscular drástica e impactar as capacidades funcionais. Em idosos, o desuso geralmente leva à diminuição da reserva biológica de massa muscular e ao aumento da vulnerabilidade a estressores, processo conhecido como síndrome da fragilidade. A perda de massa corporal magra também está associada ao aumento do risco de infecção, diminuição da imunidade e má cicatrização de feridas. A fraqueza que acompanha a atrofia muscular leva a um maior risco de quedas, fraturas, deficiência física, necessidade de cuidados institucionais, redução da qualidade de vida, aumento da mortalidade e aumento dos custos de saúde.

## Em outros animais
O desuso/imobilidade e a fome em mamíferos levam à atrofia do sistema musculoesquelético, acompanhada por diminuição de número e tamanho das células musculares, bem como em menor teor de proteína. Em humanos, períodos prolongados de imobilização/desuso, como nos casos de repouso em leio ou em astronautas durante voos espaciais, estão associados enfraquecimento e atrofia muscular. Essas consequências também são observadas em mamíferos pequenos em estágio de hibernação, como os esquilos-terrestres-de-capa-dourada (Callospermophilus lateralis) e os morcegos marrons (Eptesicus furinalis).
Os ursos são uma exceção ao processo de atrofia durante hibernação; espécies da família Ursidae são conhecidas por sua capacidade de sobreviver a condições ambientais desfavoráveis de temperaturas extremamente baixas e disponibilidade limitada de nutrientes durante o inverno por meio da hibernação. Durante esse período, os ursos passam por uma série de mudanças fisiológicas, morfológicas e comportamentais. A capacidade dos ursos de preservar o nível de proteínas e o tamanho do sistema musculoesquelético durante o desuso é de importância significativa para sua sobrevivência.
Durante a hibernação, os ursos passam de 4 a 7 meses em inatividade e estado de anorexia sem sofrer atrofia muscular ou perda proteica. Alguns fatores conhecidos contribuem para a manutenção do tecido muscular. Durante o verão, os ursos aproveitam a disponibilidade nutricional e acumulam proteína muscular. O equilíbrio de proteínas no período de hibernação também é mantido por níveis mais baixos de degradação de proteínas durante o inverno. Além disso, durante a hibernação a perda de massa muscular em ursos é suprimida por um inibidor proteolítico que é liberado na circulação. Outro fator que contribui para a manutenção da força muscular em ursos que estão hibernando é a ocorrência de contrações voluntárias periódicas e de contrações involuntárias de tremores durante o estado de torpor. Os episódios diários de atividade muscular, que costumam ser entre 3 e a 4, são responsáveis pela manutenção da força muscular e capacidade de resposta dos ursos durante a hibernação.